# San Francisco del Progreso
San Francisco del Progreso är en ort i Mexiko.   Den ligger i kommunen Zautla och delstaten Puebla, i den sydöstra delen av landet, 160 km öster om huvudstaden Mexico City. San Francisco del Progreso ligger 2 388 meter över havet och antalet invånare är 831.
Terrängen runt San Francisco del Progreso är huvudsakligen kuperad, men åt nordost är den platt. Runt San Francisco del Progreso är det ganska tätbefolkat, med 72 invånare per kvadratkilometer. Närmaste större samhälle är San Miguel Tenextatiloyan, 2,5 km sydost om San Francisco del Progreso. Trakten runt San Francisco del Progreso består till största delen av jordbruksmark.